# Lucasioides cavernicolus
Lucasioides cavernicolus is een pissebed uit de familie Trachelipodidae. De wetenschappelijke naam van de soort is voor het eerst geldig gepubliceerd in 1993 door Kwon & Taiti.